# Leonardo Balada

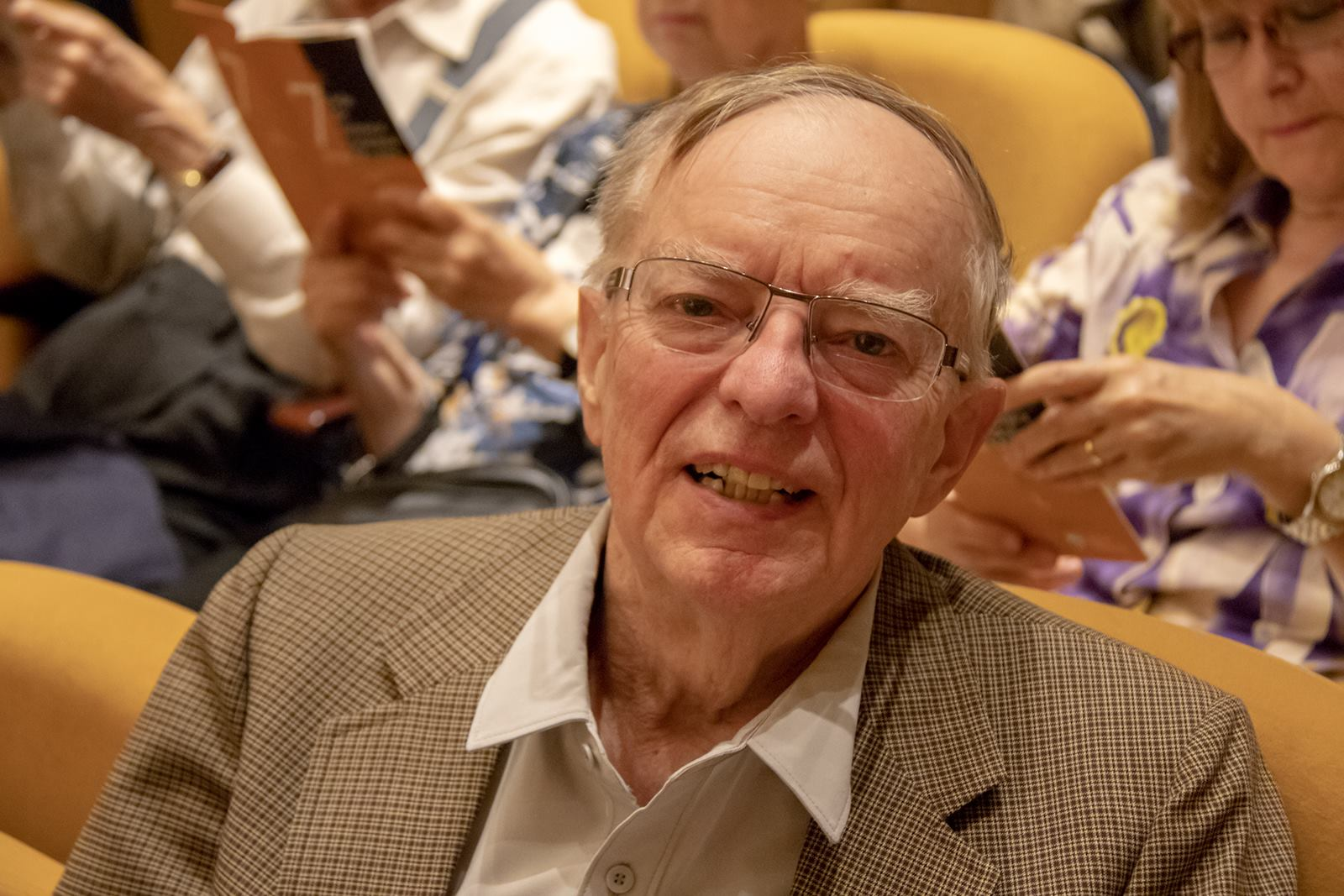
Leonardo Balada, 2018

Leonardo Balada (* 22. September 1933 in  Sant Just Desvern bei Barcelona) ist ein US-amerikanischer Komponist spanischer Herkunft.

## Leben
Balada studierte an der Conservatorio del Liceu in Barcelona und setzte nach seiner Auswanderung 1956 in die USA seine Ausbildung an der Juilliard School in New York fort. Er studierte Komposition bei Vincent Persichetti, Aaron Copland und Igor Markevitch. Seit 1970 lehrt er an der Carnegie Mellon University in Pittsburgh, Pennsylvania. 1981 erhielt er die US-amerikanische Staatsbürgerschaft.

## Werke
In seiner Musik verarbeitete er nordamerikanische und spanische Volksweisen, wie in seinen Opern Zapata! und Cristobál Colón (Christopher Columbus) zu hören ist. Die meisten seiner Werke, auch die für reine Instrumentalbesetzung, basieren auf menschlicher Sprache oder Gesang. Kurz nach Aufnahme in die Carnegie Mellon University war Balada fasziniert von einer anderen Art von Musik, nämlich dem Klang der amerikanischen Industriekultur.
Obwohl seine 1972 entstandene Steel Symphony keinen programmatischen Charakter hat, entstammen die Ideen Besuchen in den Stahlfabriken von Pittsburgh. Hier hat er Material gesammelt, welches er später in orchestraler Fassung zu seiner Symphonie umarbeitete. Das Stück hat keinen klaren Anfang und kein wirkliches Ende, es beginnt und endet mit dem Unisono A des üblichen Warmspielens eines Orchesters und kann – obwohl es nie bisher so aufgeführt wurde – endlos gespielt oder direkt ohne Pause vor ein anderes Stück gesetzt werden. Es steht den Musikern des Orchesters bzw. dem Dirigenten frei, die polyrhythmischen Figuren in einem Ostinato zu wiederholen. Die Uraufführung fand am 12. Januar 1973 mit dem Pittsburgh Symphony Orchestra unter der Leitung von Donald Johanos statt.